# クロゴケ科
クロゴケ科 Andreaeaceae は、蘚類に含まれる分類群の一つ。全体の形態としては普通の蘚類に近いが、細部の構造には大きな違いがあり、より原始的な形態を残す1群と見なされている。

## 特徴
栄養体である配偶体の形態は、一般的な蘚類であるマゴケ亜綱のものと、特にセンボンゴケ科のものに似ている。茎には扁平な葉が並び、葉には中肋を持つものもある。全体に黒みがかった色をしている。
このコケでは胞子体は配偶体の先端から伸び出した柄の先に蒴（胞子嚢）を生じる。本群の蒴は先端に小さな帽はあるものの、ごく小さく、胞子嚢中央部側面が4ないし8に裂け、そこから胞子が出る。蒴の内部には軸柱がある。また、胞子嚢胞子は胞子嚢の内部で細胞分裂を起こし、多細胞となって胞子嚢を出る。これは乾燥した環境への適応と考えられる。

## 分布と生育環境など
クロゴケ属 Andraea 1属のみが属する。Andreaea wilsonii、Andreaea fuegiana の2種は他の種と形態的に相違点が多く、別属に分ける説もあったが、分子系統ではクロゴケ属に含めるべきであるという結果が得られている。
約100種があり、いずれも比較的寒冷な地域で岩の上に生え、赤褐色に黒みを帯びた塊状になって生える。日本産のクロゴケは希に樹皮上に生えることが知られる。
なお、クロマゴケ Andreaeobryum macrosporum は石灰岩上に生えるのに対し、本群のコケは石灰岩上には出現せず、酸性岩の上に生じる。

## 日本産の種
日本では4種ほど記録されたが、確実なのは以下の2種のようである。
- Andreaeaceae クロゴケ科
  - Andreaea クロゴケ属
    - A. rupesitris クロゴケ：北海道から九州までの高地の岩の上に生じ、時に樹皮上に出る。日本では典型的な高山性の蘚類で、世界に広く分布。
    - A. nivalis ガッサンクロゴケ：本州の公然で雪解け水がかぶるような場所に生育。旧北区に分布。

## 系統上の問題
上記のようにこのコケは全体としては蘚類の大部分を占めるマゴケ類に似ているが、重要な差異が幾つもある。
まず、蒴の構造として、マゴケ類では蒴の先端に蓋があり、これが外れると口が開き、その口の周囲には蒴歯という突起が並んでいる。胞子はここから放出される。だが本群では蒴の先端に帽はあるがごく小さく、胞子の放出は側面に生じる縦割れの口から行われる。
また、蒴の柄はマゴケ亜綱では胞子体のものであるが、この群では胞子体そのものは柄を形成しない。柄のように見える部分はあるが、これは配偶体の先端が伸びたものであり、これを偽足、あるいは偽柄という。
また、マゴケ亜綱では原糸体は多くが糸状なのに対して、本群では多列の細胞を含んで葉状となる。
蘚類の中にある独特の群としてはミズゴケ類があり、この類でも原糸体は葉状、蒴の柄は偽柄で、それらの点では共通するが、軸柱が先端まで届かず、また胞子形成の過程も異なる。
この様なことから、この科を蘚類の中で独立させ、クロゴケ亜綱 Andreaeidae あるいはクロゴケ綱とする。

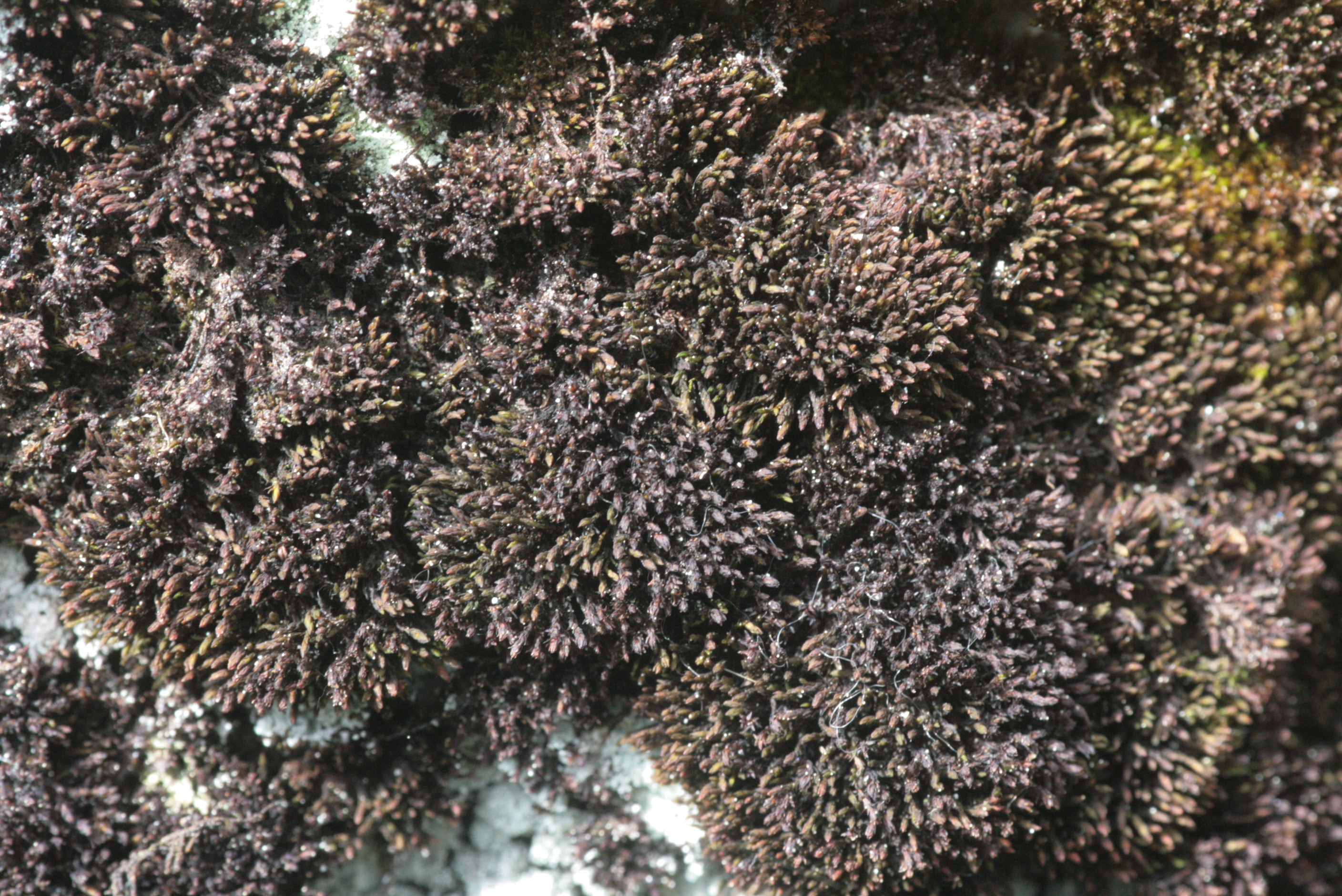
クロゴケ・コロニー
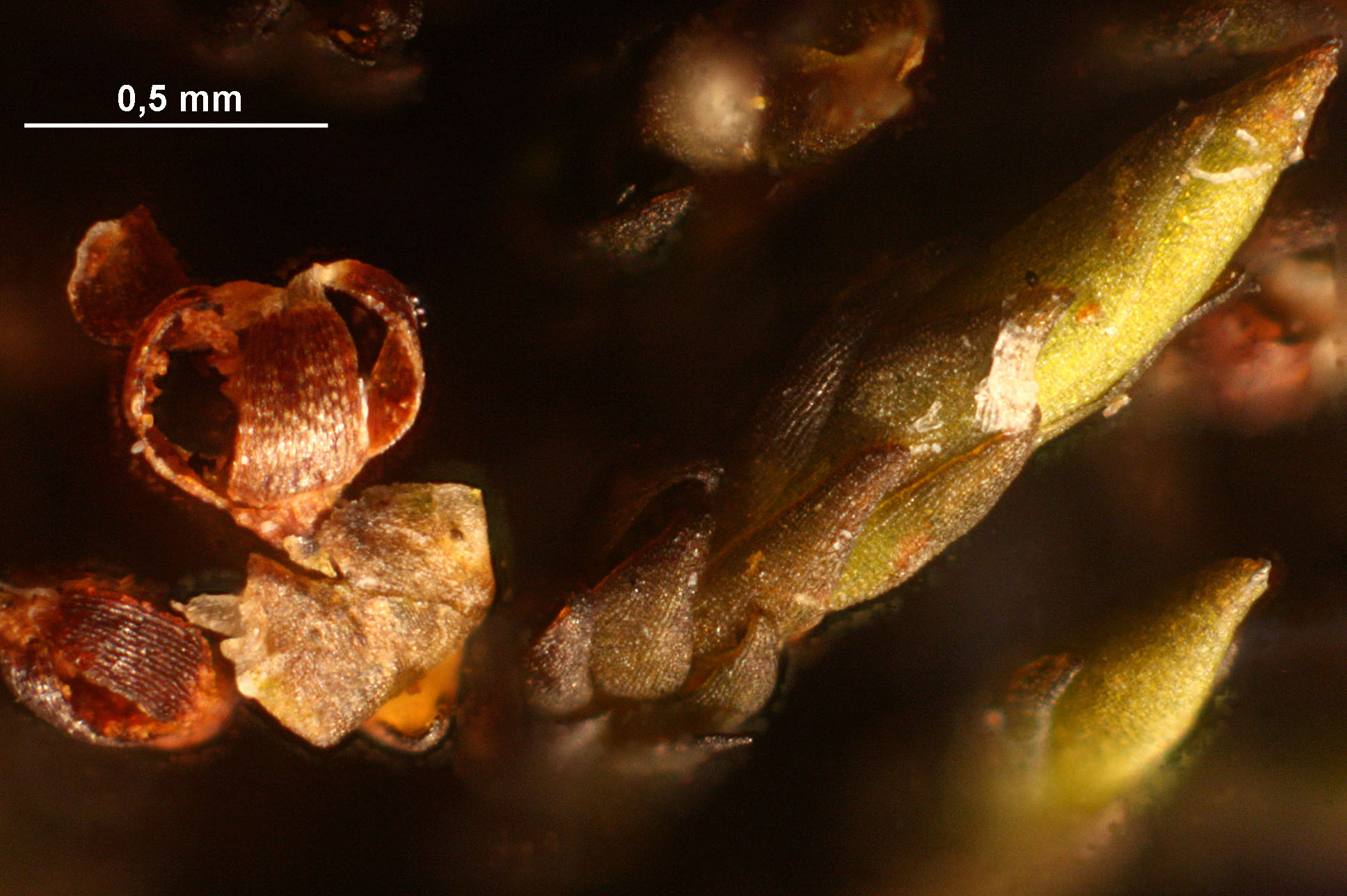
同・細部の構造
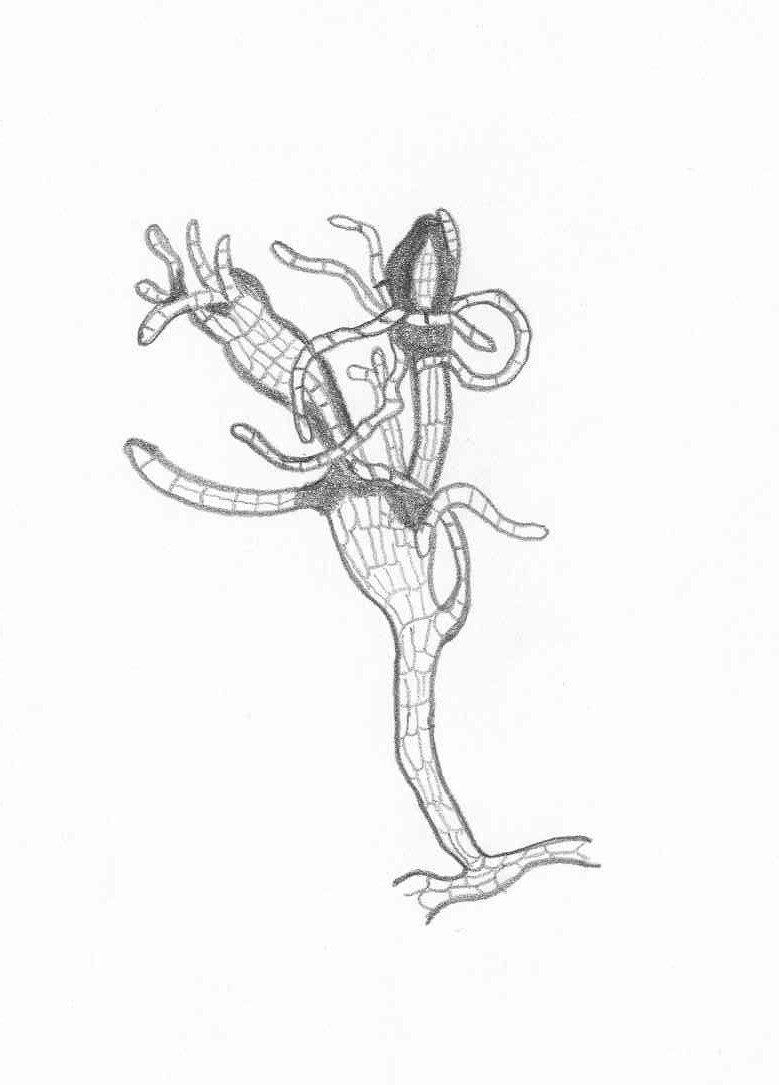
同・原糸体